# Brandon Slay
Brandon Douglas Slay (* 14. Oktober 1975 in Amarillo) ist ein ehemaliger US-amerikanischer Ringer.

## Karriere
Slay rang im College an der University of Pennsylvania, wo er zweimal den zweiten Platz bei den NCAA-Meisterschaften belegte. Sein Studium schloss er an der Wharton School ab.
Bei den Olympischen Spielen 2000 in Sydney trat Slay im Weltergewicht an. Im Finale unterlag er zunächst dem Deutschen Alexander Leipold, wurde jedoch wenige Tage später zum Olympiasieger erklärt, nachdem Leipold positiv auf ein Dopingmittel getestet worden war.
Nach seiner aktiven Karriere war Slay als Trainer tätig, unter anderem von 2009 bis 2016 als Assistenztrainer der US-Nationalmannschaft. 2016 wurde er in die National Wrestling Hall of Fame aufgenommen.